# Roland Pétrissans
 (avril 2019).
Si vous disposez d'ouvrages ou d'articles de référence ou si vous connaissez des sites web de qualité traitant du thème abordé ici, merci de compléter l'article en donnant les références utiles à sa vérifiabilité et en les liant à la section « Notes et références ».
Pour les articles homonymes, voir Pétrissans.
Pas d'image ? Cliquez ici

a Compétitions nationales et continentales officielles uniquement.

Dernière mise à jour le 8 février 2010.
Roland Pétrissans, né le 13 décembre 1950 à Bayonne, est un joueur français de rugby à XV évoluant au poste de troisième ligne aile.
Son frère, Claude Pétrissans, est un joueur puis entraîneur de rugby à XV.

## Biographie
Capitaine de l'Aviron bayonnais, il est finaliste du championnat de France en 1982.
Le 7 novembre 1981, il joue avec les Barbarians français contre la Nouvelle-Zélande à Bayonne. Les Baa-Baas s'inclinent 18 à 28.
Il est également professeur d'éducation physique notamment au collège Marracq de Bayonne. Également dessinateur à ses moments perdus. En porte-à-faux avec le système éducatif, il ne saisira pas l'opportunité d'enseigner  le rugby dans les collèges ou les lycées d'affectation.
Néanmoins, sa situation est typique des joueurs de cette époque,  jouissant d'une notoriété locale, ponctuelle, il tombe vite dans l'oubli, surtout dans un contexte d'un rugby de plus en plus médiatisé.

## Palmarès
- Challenge Yves du Manoir :
  - Vainqueur (1) : 1980
- Championnat de France de première division :
  - Vice-champion (1) : 1982[1].